# Hội nghị Lập hiến (Hoa Kỳ)
Đại hội Lập hiến Hoa Kỳ (tiếng Anh: Constitutional Convention), bấy giờ được gọi bằng Đại hội Liên bang (Federal Convention), Đại hội Philadelphia (Philadelphia Convention) hay Hội nghị lớn ở Philadelphia (Grand Convention at Philadelphia), họp từ ngày 25 tháng 5 đến ngày 17 tháng 9 năm 1787 ở Nhà Hội nghị bang cũ (nay được gọi là Independence Hall) tại Philadelphia. Mục đích lúc đầu của cuộc họp là sửa lại Các điều khoản Hợp bang. Tuy nhiên, nhiều người ủng hộ Đại hội thực sự muốn dựng chính phủ mới, nhất là James Madison và Alexander Hamilton. Đại hội bầu George Washington làm chủ tịch, là nguyên tổng tư lệnh của Lục quân Lục địa vào thời kì Chiến tranh Cách mạng và là người đề xướng thiết lập chính phủ toàn quốc mạnh hơn. Đại hội làm ra Hiến pháp Hoa Kỳ, trở thành một trong những sự việc quan trọng nhất trong lịch sử Hoa Kỳ.
Có một vài phương án chính thể được đưa ra và bàn bạc, đáng để ý nhất là Kế hoạch Virginia của James Madison và Kế hoạch New Jersey của William Paterson. Sau cùng, Đại hội chọn Kế hoạch Virginia làm nền móng của chính phủ mới. Nói chung, các đại biểu đồng ý dựng lên một chính phủ liên bang bao gồm ba ngành gồm lập pháp, hành pháp, và tư pháp. Tuy nhiên, họ chống đối nhau về một số việc, gần như không thông qua được hiến pháp. Các vấn đề tranh chấp gay gắt nhất bao gồm thành phần và cách bầu Thượng nghị viện; cách chia nghị sĩ, các bang có số lượng bằng nhau hay chia theo số dân, và nếu theo số dân thì có tính nô lệ không; cách sắp đặt ngành hành chính, ba người cùng nhau hành sử quyền lực hay một Tổng thống; cách bầu Tổng thống, nhiệm kỳ, và có hạn chế chỉ một nhiệm kỳ không; Quốc hội có thể buộc tội nào; các bang bắt giữ nô lệ bỏ trốn có phải trao trả không, và có cấm buôn bán nô lệ không; và quyền chọn lựa thẩm phán, thuộc về Quốc hội hay Tổng thống. Đại hội bỏ mất phần lớn thời giờ giải quyết các việc này.
Đại hội không tiến triển nhanh chóng được cho đến khi Thoả hiệp Connecticut thuyết phục đủ đại biểu chấp nhận bản thảo hiến pháp do Ủy ban Nội dung soạn. Về sau, bản nháp tiếp tục được sửa lại, nhưng các điểm chính không thay đổi; về cơ bản đã soạn xong Hiến pháp. Sau khi Đại hội giải quyết một số vấn đề khác thì Ủy ban Văn phong ra bản cuối cùng vào đầu tháng 9. Ngày 17 tháng 9 năm 1787, được mang biểu quyết, khắc trên giấy da để in, và được 39 trong 55 đại biểu kí tên vào. Đại hội công bố văn bản cho công chúng tranh luận và các bang phê chuẩn.

## Hoàn cảnh lịch sử

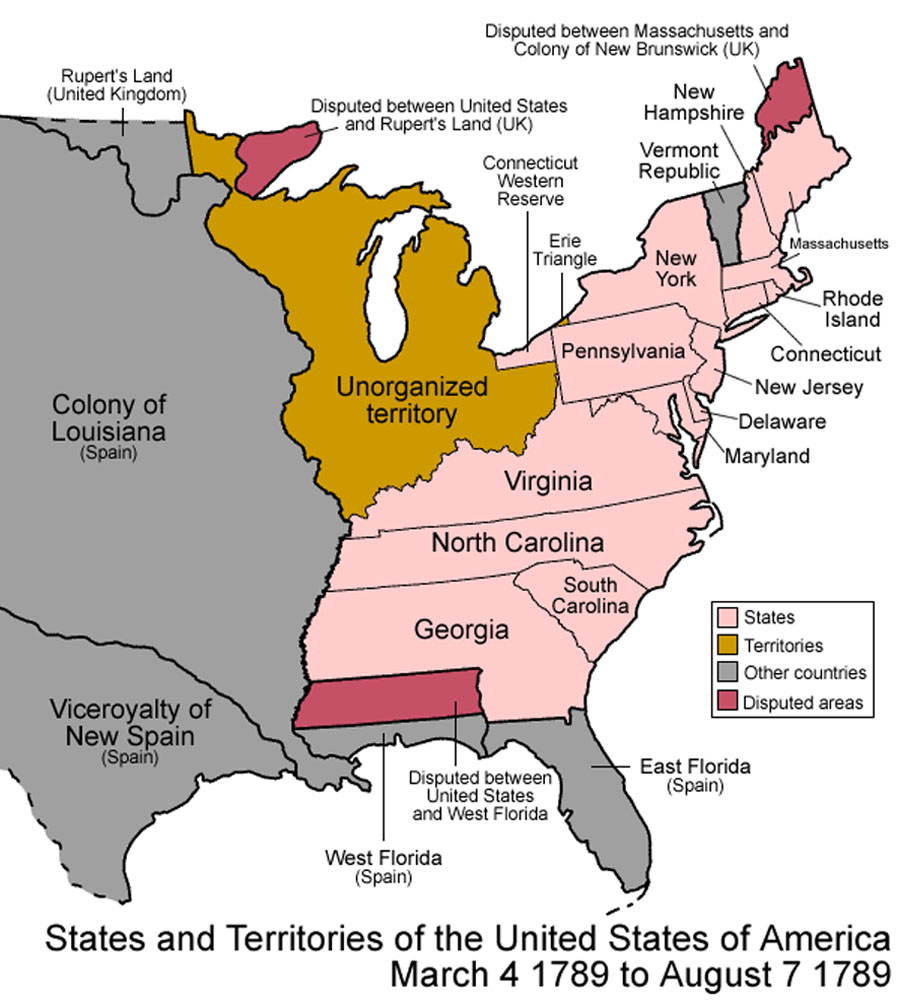
Các bang và lãnh thổ Hoa Kỳ, từ ngày 4 tháng 3 đến 7 tháng 8 năm 1789

Vào thời kì Cách mạng, 13 thuộc địa Mỹ dựng các chính quyền cộng hoà mới thay thế chế độ thực dân cũ dựa trên nguyên tắc tam quyền phân lập, chia chính quyền làm ba ngành lập pháp, hành pháp, và tư pháp. Các thuộc địa xét cơ quan lập pháp gần sát người dân nhất, trao quyền lực cao nhất cho ngành lập pháp, kể cả quyền lực thường xem là thuộc về ngành hành pháp và tư pháp. Thống đốc bang không có nhiều thực quyền, toà án và thẩm phán bang thì dưới quyền của nghị hội.
Sau khi tuyên bố độc lập vào năm 1776 thì 13 thuộc địa liên minh với nhau để phối hợp đánh bại Anh trong Chiến tranh Cách mạng. Năm 1777, Đại hội Lục địa thứ hai thông qua Các điều khoản Hợp bang làm căn bản của liên minh, không được tất cả các bang phê chuẩn cho đến năm 1781. Hợp Chúng quốc Mĩ được dựng làm liên bang bao gồm các nước cộng hoà độc lập, mỗi bang được Các điều khoản đảm bảo chủ quyền và độc lập. Quốc hội Hợp bang là cơ quan quyền lực cao nhất, bao gồm các thành viên do nghị hội của bang lựa chọn, mỗi bang có một phiếu. Quốc hội có một vài quyền, hầu hết trong phạm vi chiến tranh và ngoại giao, nhưng không thể đánh thuế hay trưng thu thuế quan, phải xin tiền của các bang; nếu một bang không chịu trả thì Quốc hội không có cách ép buộc. Để sửa Các điều khoản, mọi bang phải chấp nhận, cho nên một bang một mình có thể giết chết bất cứ đề nghị nào không vừa ý. Quốc hội cần phải có chín trong 13 bang tán thành để thông qua pháp luật quan trọng như tuyên chiến, lập ước, hay vay tiền. Chính phủ Hợp bang lại không có ngành hành pháp hay tư pháp, tức là ngay cả khi có pháp luật và hiệp ước, Hợp bang phải phụ thuộc thiện ý của các bang. Gần như ai cũng thấy rõ, chính phủ Hợp bang đang có không thể giải quyết các vấn đề của Hoa Kỳ.
Sau khi giành được độc lập thì các bang bắt đầu làm lợi riêng thay vì làm lợi cả nước. Giữa thập kỉ 1780, các bang không chịu cấp tiền cho Quốc hội nữa. Chính phủ Hợp bang không thể trả lãi khoản nợ nước ngoài, trả lương cho binh lính đóng dọc theo sông Ohio hay bảo vệ quyền chuyên chở theo sông Mississippi của Hoa Kỳ chống lại Tây Ban Nha. Năm 1782, Rhode Island bác bỏ bản sửa đổi cho phép Quốc hội đánh thuế hàng nhập khẩu để trả nợ của hợp bang. Năm 1785, Hợp bang lại cố gắng sửa Các điều khoản để được đánh thuế liên bang; lần này, New York không chịu phê chuẩn.
Quốc hội Hợp bang cũng không thể quản lí việc buôn bán với nước ngoài và giữa các bang. Hoa Kỳ không thể thi hành chính sách trả đũa nhất quán sau khi Anh, Pháp, và Tây Ban Nha hạn chế tàu thuyền và sản phẩm của Mỹ. Lúc các bang như Massachusetts hay Pennsylvania đánh thuế hàng nhập khẩu Anh thì các bang gần kề như Connecticut và Delaware mở cảng tự do để đoạt được chỗ đầu gió; một số bang thậm chí còn bắt đầu đánh thuế quan hàng hoá của những bang khác. Năm 1784, Quốc hội đưa ra bản sửa đổi cho phép Hợp bang quản lí ngoại thương, nhưng không được mọi bang phê chuẩn.
Nhiều người thuộc tầng lớp thượng lưu chê chính phủ các bang quá chiều dân, nghị sĩ muốn được tái cử mà không nghĩ đến lợi ích quốc gia. Ví dụ: thập kỉ 1780, kinh tế suy thoái, tiền vàng và bạc lại khan hiếm, nhiều người không thể trả thuế và các khoản nợ, các bang quyết định phát hành tiền giấy thường sụt giá và làm cho việc hoãn thanh toán thuế, nợ dễ dàng hơn. Con nợ là số đông được lợi, nhưng chủ nợ là số ít bị hại. Có người đề nghị trao quyền cho Quốc hội để ngăn chặn các luật tòng dân như vậy.
Khi Massachusetts không chịu làm luật cứu trợ giống vậy thì nông dân nổi dậy chống lại chính quyền, do nguyên đại uý trong Chiến tranh Cách mạng Daniel Shays lãnh đạo là nông dân nhỏ có nợ thuế. Shays chưa bao giờ nhận được lương đi lính trong Quân Lục địa. Chính phủ tốn nhiều tháng để dập tắt cuộc nổi dậy, làm cho một số người muốn thiết lập một quân đội liên bang có thể dẹp loạn.
Nhiều Quốc phụ lo Hoa Kỳ có thể tan rã. Tháng 9 năm 1786, các đại biểu của năm bang gặp nhau ở Hội nghị Annapolis và mời tất cả các bang tham dự cuộc họp lớn hơn sẽ mở ở Philadelphia vào năm 1787. Quốc hội Hợp bang tán thành hội nghị này "chỉ để sửa lại Các điều khoản Hợp bang". Chỉ có Rhode Island không chịu cử đại biểu; dù vậy đó cũng là bang chót phê chuẩn Hiến pháp, vào tháng 5 năm 1790.

## Đại cương của Madison

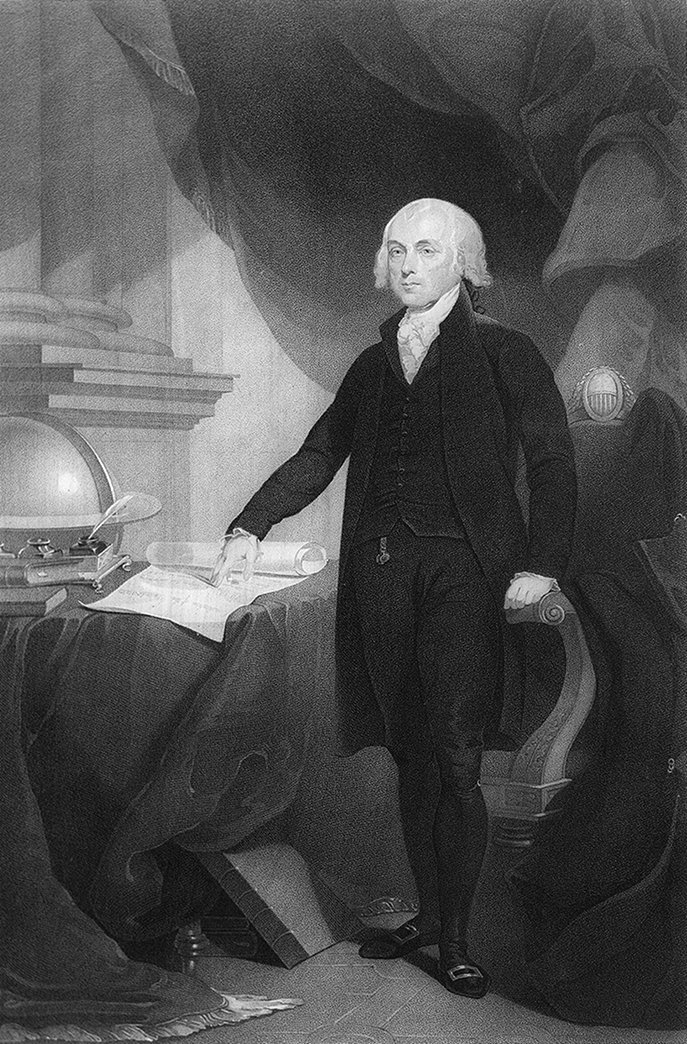
James Madison, tác giả của Kế hoạch Virginia

James Madison của Virginia đến Philadelphia sớm 11 ngày và quyết viết nghị trình của đại hội. Trước hội nghị, Madison nghiên cứu các nước cộng hoà và liên bang trong suốt lịch sử, như Hy Lạp đời xưa và Thụy Sĩ bấy giờ. Tháng 4 năm 1787, ông ra một bài mang tên "Các tệ hại của hệ thống chính trị Hoa Kỳ", khen chê tỉ mỉ hệ thống chính trị Hoa Kỳ và đưa ra cách sửa các chỗ yếu kém. Vì được sửa soạn trước cho nên kế hoạch sửa đổi hiến pháp của Madison trở thành nền móng của các cuộc thảo luận của đại hội.
Madison chủ trương Hoa Kỳ phải thiết lập chính phủ trung ương mạnh mẽ. Quốc hội cần phải có quyền đánh thuế và quyền quản lí việc buôn bán với nước ngoài, giữa các bang. Chính phủ liên bang phải khẳng định được quyền lực, Madison đề nghị trao cho Quốc hội quyền cưỡng chế các bang và thành lập hệ thống toà án liên bang. Madison cũng đề xuất thay đổi cách chia nghị sĩ Quốc hội. Vì Quốc hội sẽ trị thẳng công dân, bỏ qua các bang, cho nên số nghị sĩ phải tương ứng với số dân, các bang đông dân sẽ có nhiều ghế hơn các bang ít dân.
Madison cũng nghĩ tới cách bảo vệ quyền lợi của số ít trong một nước dân chủ. Chính phủ không được thiên về bên nào trong xã hội, không được nghiêng về chủ nợ hay con nợ, giàu hay nghèo, nông dân, thương gia hay nhà sản xuất. Madison xét một chính phủ toàn quốc bao gồm nhiều nhóm mưu lợi khó bị chỉ một phe thao túng. Chính phủ cũng phải có thể cưỡng lại sức ép của phe số đông. Để bảo vệ cả chính quyền quốc gia lẫn quyền lợi số ít, Madison đề xuất Quốc hội được phủ quyết luật của các bang.

## Ban đầu

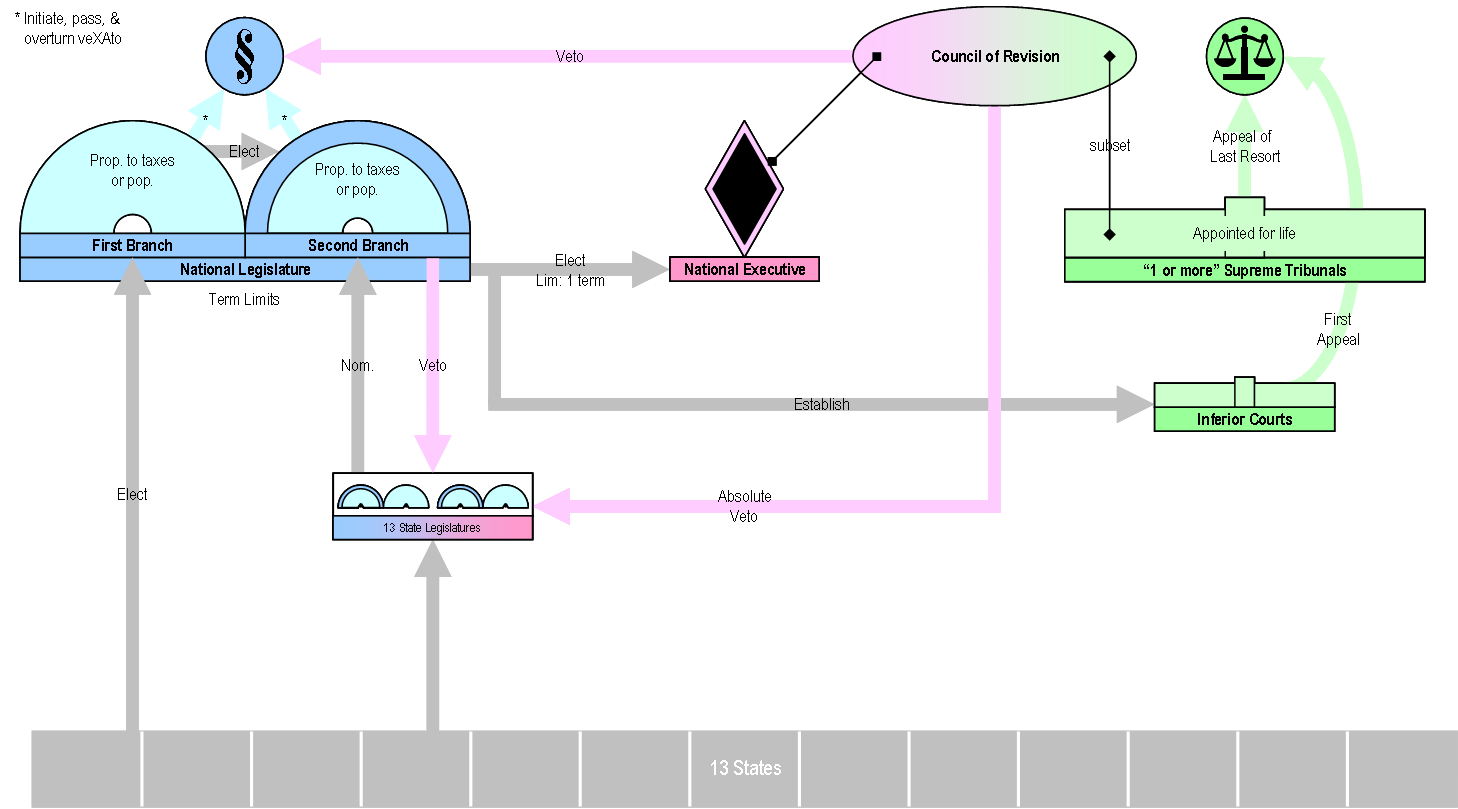
Kế hoạch Virginia

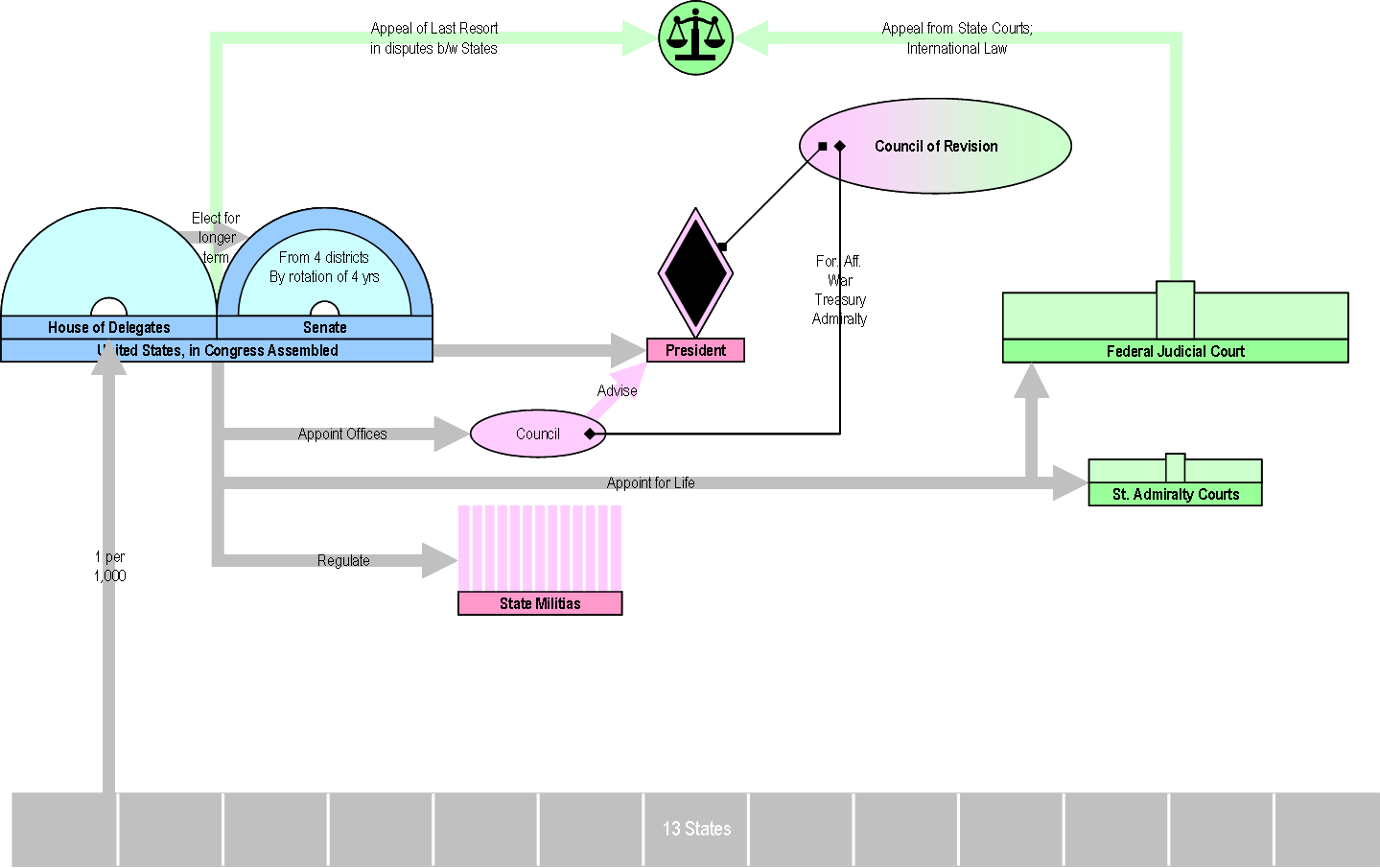
Kế hoạch Charles Pinckney

Đương lúc chờ đại hội mở màn thì Madison soạn kế hoạch bước đầu của ông, được gọi là Kế hoạch Virginia. Các đại biểu Virginia và Pennsylvania tán thành kế hoạch của Madison và hợp thành nhóm chủ đạo trong đại hội. Kế hoạch phỏng theo hiến pháp các bang, bao gồm 15 nghị quyết nêu ra các nguyên tắc cơ bản, và thiết lập một chính phủ toàn quốc. Tuy nhiên, các ngành chính phủ không thể khống chế lẫn nhau. Kế hoạch của Madison khác hoàn toàn Các điều khoản Hợp bang. Ngày 29 tháng 5, thống đốc Virginia Edmund Randolph đưa Kế hoạch Virginia ra Đại hội.
Cùng ngày, Charles Pinckney của Nam Carolina đưa ra kế hoạch riêng, cũng tăng cường đáng kể chính quyền quốc gia. Phe ủng hộ Kế hoạch Virginia đảm bảo các điểm của Madison sẽ được ưu tiên so với kế hoạch của Pinckney. Tuy nhiên, Đại hội có dùng nhiều ý tưởng của Pinckney. Ông đề nghị thành lập quốc hội bao gồm hai viện. Hạ nghị viện do người dân bầu, Thượng nghị viện do Hạ nghị viện bầu ra thay mặt một trong bốn khu vực, có nhiệm kỳ 4 năm. Quốc hội có quyền phủ quyết luật của các bang. Tổng thống cầm đầu ngành hành pháp, do quốc hội bầu ra. Tổng thống và nội các có quyền phủ quyết luật quốc gia. Kế hoạch Pinckney cũng thiết lập một ngành tư pháp quốc gia.
Ngày 30 tháng 5, Đại hội đồng ý theo thỉnh cầu của Gouverneur Morris "phải thiết lập một chính phủ toàn quốc bao gồm ngành lập pháp, hành pháp và tư pháp cao nhất", báo hiệu cuộc họp sẽ dựng lên chính phủ mới thay vì chỉ sửa lại Các điều khoản Hợp bang. Đại hội bắt đầu tranh luận về các điểm cụ thể của Kế hoạch Virginia.

### Quốc hội

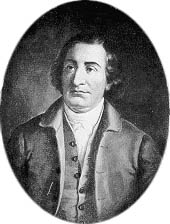
Thống đốc Virginia Edmund Randolph đưa ra Kế hoạch Virginia

Kế hoạch Virginia thiết lập một Quốc hội hai viện thay thế Quốc hội Hợp bang một viện, có quyền làm luật "trong mọi việc mà mỗi bang một mình không lo liệu được" và quyền phủ quyết luật của các bang. Số nghị sĩ của các bang trong cả hai viện sẽ chia theo hoặc tiền thuế mỗi bang nộp, hoặc số dân không tính nô lệ của mỗi bang. Toà nghị dưới do người dân bầu thẳng ra, toà nghị trên do toà dưới bầu ra, bao gồm các ứng viên do nghị hội bang đề cử.

#### Vấn đề chia nghị sĩ: tương ứng hay bằng nhau?
Các đại biểu trước hết xem xét đề xuất chia nghị sĩ một cách tương ứng. Virginia, Pennsylvania, và Massachusetts là ba bang đông dân nhất không hài lòng với quy định một bang một phiếu trong Quốc hội Hợp bang, vì có thể thua phiếu các bang nhỏ, mặc dù thay mặt hơn một nửa số dân của đất nước. Các đại biểu không đồng ý về cách chia nghị sĩ tốt nhất. Các bang miền Nam có tài sản nô lệ, tán thành chia theo thuế, nhưng Rufus King của Massachusetts trỏ ra mặt không khả thi của kế hoạch: nếu chính phủ quốc gia không đánh thuế trực thu thì không thể chia nghị sĩ. Trên thực tế, chính phủ liên bang hiếm khi đánh thuế trực thu vào thế kỉ 19. Tính tiền thuế cũng khó vì thiếu dữ liệu đáng tin cậy. Chia theo "số dân tự do", các đại biểu miền Nam không bằng lòng, biết rằng 40% số dân các bang miền Nam là nô lệ. Ngoài ra, các bang nhỏ phản đối bất cứ thay đổi nào làm giảm sức ảnh hưởng của chính họ; Delaware doạ bỏ về nếu Đại hội quyết định chia tương ứng thay vì bằng nhau. Các đại biểu hoãn lại cuộc tranh luận.
Ngày 9 tháng 6, William Paterson của New Jersey nhắc nhở các đại biểu rằng họ đến Philadelphia để sửa lại Các điều khoản Hợp bang, không thành lập chính phủ quốc gia. Ông chấp nhận Quốc hội Hợp bang cần phải có quyền lực mới, kể cả quyền cưỡng chế các bang, nhưng vẫn kiên quyết rằng nếu là hợp bang thì các bang phải có sức ảnh hưởng ngang nhau. James Madison ghi lại lời của ông:
[Các điều khoản Hợp bang] là nền móng của mọi công việc ở Đại hội. Chúng ta không được vượt qua nó, nếu không thì chúng ta đáng bị cử tri buộc tội tiếm quyền... thư uỷ quyền của chúng ta không chỉ đo quyền lực, mà còn tỏ ra quan điểm của bang về các vấn đề chúng ta cân nhắc. Ý tưởng thiết lập [Chính phủ] toàn quốc thay vì liên bang, không có ai trong số họ nghĩ tới. Chúng ta phải thuận theo công luận. Chúng ta không có quyền vượt ra ngoài khuôn khổ liên bang, và nếu có thì đây là ý của người dân. Chúng ta phải theo dân; dân sẽ không theo chúng ta.

#### Chế độ hai viện và cách bầu
—James Madison, theo như Robert Yates ghi lại, thứ Ba ngày 26 tháng 6, năm 1787
Ngày 31 tháng 5, các đại biểu thảo luận cách tổ chức Quốc hội và cách chọn các nghị sĩ. Gần như ai ai đều biết và ủng hộ phân chia quốc hội thành thượng viện và hạ viện. Quốc hội Anh bao gồm Viện Thứ dân dân cử và Viện Quý tộc cha truyền con nối. Trừ Pennsylvania ra, tất cả các bang đều có nghị hội hai viện. Các đại biểu nhanh chóng đồng ý rằng mỗi viện phải có quyền đưa ra các dự luật. Họ cũng đồng ý, Quốc hội mới sẽ có tất cả các quyền làm luật của Quốc hội Hợp bang và quyền phủ quyết luật của các bang.
Một số đại biểu phản đối để cho người dân bầu Hạ nghị viện. Elbridge Gerry của Massachusetts và Roger Sherman của Connecticut sợ người dân sẽ tin theo những kẻ nịnh hót, dẫn tới bạo lực và hỗn loạn. Pierce Butler của Nam Carolina chủ trương chỉ trao chính quyền những người đàn ông giàu có. Tuy nhiên, số đông trong Đại hội ủng hộ bầu cử phổ thông. George Mason ở Virginia nói rằng hạ nghị viện "là kho dân chủ lớn của chính quyền."
Đại hội đồng ý rằng Thượng nghị viện nên có ít thành viên và khó vào hơn hạ viện. Thượng nghị sĩ phải là người quân tử của tầng lớp thông minh và lương thiện nhất trong xã hội. Đã hoạt động trên chính trường bang, các đại biểu tin rằng cần phải có thượng viện như vậy để kìm giữ tính hay chiều dân của hạ viện dân cử. Tuy nhiên, các đại biểu tranh cãi về cách lựa chọn thượng nghị sĩ. Đại biểu muốn giữ gìn quyền lực bang thì đề nghị nghị hội của bang chọn thượng nghị sĩ, James Wilson của Pennsylvania thì đề nghị người dân bầu thẳng ra. Mãi đến ngày 7 tháng 6, Đại hội mới đồng lòng quyết định rằng thượng nghị sĩ do các nghị hội bang chọn.

#### Tỉ lệ ba phần năm
Về vấn đề chia nghị sĩ, ba bang lớn vẫn không thuyết phục được tám bang nhỏ. James Wilson nhận ra rằng các bang lớn cần sự ủng hộ của ba bang miền Nam Georgia và Nam, Bắc Carolina để có được đại diện tương ứng. Đại biểu của ba bang này trước hết muốn bảo vệ chế độ nô lệ trong bang. Ngày 11 tháng 6, Wilson đưa ra Thoả hiệp ba phần năm cùng John Rutledge của Nam Carolina. Nghị quyết chia số ghế trong Hạ viện theo số dân tự do cộng ba phần năm số dân nô lệ của bang. Chín bang bỏ phiếu ủng hộ, chỉ có New Jersey và Delaware bỏ phiếu chống. Miền Nam sẽ được thêm ít nhất một chục nghị sĩ và phiếu đoàn đại cử tri. Cùng ngày, sáu bang này cũng thông qua quy tắc ba phần năm đối với cách chia ghế Thượng nghị viện; tuy nhiên, quyết định đó sau này bị bãi bỏ.

### Hành chính
Xưa nay, luật Anh chia ra chính quyền làm hai quyền làm luật của quốc hội và quyền hành chính của nhà vua, triều đình, không có đại biểu nào phản đối tách ngành hành chính ra khỏi quốc hội. Mặc dù vậy, hình thức tổ chức, quyền hạn, và cách lựa chọn gây tranh chấp không ngớt vào mùa hè năm 1787. Lúc đó, rất ít nước có ngành hành chính không vua chúa để lấy làm gương. Đúng thật Hà Lan do thống đốc lãnh đạo, nhưng chức vị thường truyền lại cho thành viên của Nhà Orange. Thụy Sĩ thì có quá nhiều người, chế độ vua chúa tuyển cử của Đế quốc La Mã Thần thánh và Liên bang Ba Lan - Litva thì thối nát.
Sau khi sống dưới quyền Vua George III thì Hoa Kỳ không tin dùng một trưởng hành chính mạnh mẽ. Chính phủ Hợp bang thời đó chỉ có Ủy ban các bang để sắp đặt việc nước đương lúc Quốc hội ngừng họp. Tuy nhiên, Ủy ban hiếm khi làm việc. Ở các bang, thống đốc phải làm theo nghị hội và không có quyền phủ quyết luật, cho nên không thể ngăn chặn luật pháp nguy hại quyền lợi của số ít. Các bang có nhiều cách chọn thống đốc. Nhiều bang trao quyền lựa chọn cho nghị hội, một vài cho phép người dân bầu thẳng. Ở Pennsylvania, người dân bầu ra hội đồng hành chính và nghị hội chỉ định một trong những thành viên của hội đồng làm thống đốc.
Kế hoạch Virginia thiết lập ngành hành chính do Quốc hội chọn, có quyền thi hành luật quốc gia, tuyên chiến, và kí kết điều ước. Không xác định quyền hành chính trao cho một người hay nhiều người. Ngành hành chính cùng số lượng thẩm phán liên bang "phù hợp" sẽ hợp thành Hội đồng Tu pháp có quyền phủ quyết bất cứ luật nào của Quốc hội. Quốc hội có thể chung quyết thông qua dự luật, nhưng kế hoạch cũng không xác định số phiếu cần thiết.

#### Một tổng thống, một hành chính

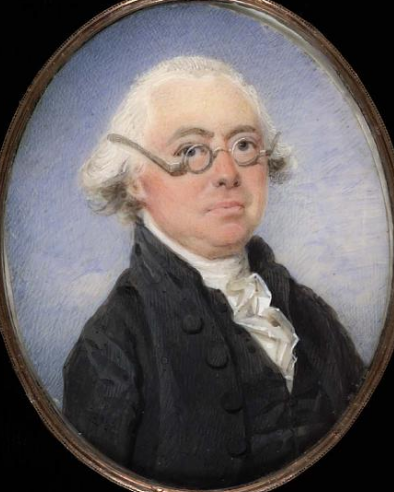
James Wilson ảnh hưởng chức vị tổng thống Hoa Kỳ nhiều hơn bất cứ đại biểu nào

James Wilson lo ngành hành chính dưới Kế hoạch Virginia quá phụ thuộc vào Quốc hội. Ông đề xướng trao quyền hành chính cho chỉ một người. Wilson nhận xét, ngành hành chính bao gồm nhiều người sẽ bị các nhóm mưu lợi khu vực chi phối, phân tâm, cho nên chỉ một trưởng hành chính có thể vừa thay mặt cả nước, vừa khiến cho chính phủ "làm việc hăng hái, nhanh chóng, và có trách nhiệm".
Ông thấy không có quá nhiều xung đột giai cấp trong xã hội Hoa Kỳ, các hạng người khác nhau kết giao bạn bè, tin rằng tổng thống có thể là biểu tượng đoàn kết toàn dân. Tổng thống phải gần nhân dân, gánh vác trách nhiệm làm lợi chung cho đất nước, hành quyền một cách minh bạch và sẵn lòng giải trình trước người dân, trái ngược với nhiều nghị sĩ không ai biết đến. Wilson không tính đến khả năng chính trị đảng phái gay gắt nảy ra.
Ngày 1 tháng 6, Wilson đề nghị "ngành hành chính bao gồm một người." Pinckney tán thành đề nghị, cũng chủ trương thiết lập một ngành hành chính đơn nhất, và đặc biệt đặt tên chức vị là "tổng thống". Roger Sherman phản đối, thiên về chế độ đại nghị, ngành hành chính do quốc hội bổ nhiệm và chịu trách nhiệm trước quốc hội. Edmund Randolph đồng ý với Wilson, nhưng sợ trao quyền hành chính cho chỉ một người sẽ tạo ra "bào thai của chế độ vua chúa". Randolph và George Mason cầm đầu phe chống lại chủ trương ngành hành chính đơn nhất, song hầu hết các đại biểu đồng ý với Wilson, có lẽ vì tổng thống đầu tiên sẽ là George Washington. Ngày 4 tháng 6, Đại hội thông qua đề nghị của Wilson. Ban đầu, đặt nhiệm kỳ là bảy năm, nhưng xem xét lại sau này.

#### Cách bầu, phế truất, và quyền phủ quyết
Wilson cũng chủ trương ngành hành chính do người dân bầu thẳng ra để cho không phải chịu Quốc hội và các bang chi phối. Phần lớn Đại hội không tán thành đề nghị này. Lý do của một số đại biểu như Roger Sherman, Elbridge Gerry, và Pierce Butler là người dân dễ bị mị, không phải vì họ ngu, mà là vì tin loan khá chậm vào cuối thế kỷ 18: cử tri thiếu thông tin, không biết gì về các ứng viên, không thể sáng suốt bỏ phiếu.
Số đông đại biểu ủng hộ đề nghị tổng thống do Quốc hội bầu, có nhiệm kỳ 7 năm; một số đại biểu lo quốc hội sẽ nắm quá nhiều quyền lực. Các đại biểu miền Nam ủng hộ trao quyền chọn cho các nghị hội bang. Những người như Madison phản đối, sợ một tổng thống như vậy sẽ chỉ làm môi giới giữa các bang, thay vì là biểu tượng đoàn kết quốc dân. Wilson nhận thấy rằng Đại hội sẽ không chấp nhận bầu cử trực tiếp, đưa ra đoàn đại cử tri làm vật thay thế: các bang chia thành các khu bầu cử bao gồm các đại cử tri, cử tri chọn đại cử tri, đại cử tri bầu tổng thống, vừa giữ gìn được sự phân lập ba quyền, vừa bỏ qua các nghị hội bang. Tuy nhiên, không được nhiều đại biểu ủng hộ ban đầu.
Hồi đó, không có các đảng chính trị, nhiều đại biểu lo ứng viên sẽ thường xuyên không hội đủ số phiếu đại cử tri để đắc cử. Hầu hết đều đề nghị Hạ nghị viện bầu tổng thống vì là cơ quan gần sát người dân nhất. Các bang ít dân phản đối, các bang đông dân sẽ chắc chắn thắng thế. Đại hội điều hoà tranh chấp, trao cho Hạ nghị viện quyền bầu tổng thống nếu không có ứng viên nào hội đủ số đông đoàn đại cử tri, nhưng các đại biểu mỗi bang sẽ hợp thành khối mà bỏ phiếu, tức là mỗi bang dù cho ít dân hay đông dân cũng chỉ có một phiếu.
Kế hoạch Virginia không đưa ra cách phế truất trưởng hành chính. Ngày 2 tháng 6, John Dickinson của Delaware đề nghị tổng thống bị Quốc hội cách chức theo yêu cầu của số đông các nghị hội bang. Madison và Wilson không chịu để cho các bang nhúng tay vào ngành hành chính. Sherman chủ trương Quốc hội có quyền cách chức tổng thống vì bất cứ lý do nào. George Mason phản đối, cho rằng tổng thống sẽ bị chi phối và trở thành "đồ dùng của quốc hội". Đại hội bác bỏ đề nghị của Dickinson, nhưng vẫn không quyết định được cách phế truất tổng thống.
Ngày 4 tháng 6, các đại biểu tranh luận về Hội đồng Tu pháp. Wilson và Alexander Hamilton của New York phản đối pha trộn ngành hành chính và tư pháp. Họ muốn tổng thống có quyền phủ quyết tuyệt đối để không phải lệ thuộc ngành làm luật. Benjamin Franklin của Pennsylvania phản đối, đưa ra các trường hợp thống đốc thuộc địa doạ phủ quyết để "moi tiền" của cơ quan làm luật. Gerry đề nghị số đông hai phần ba trong cả hai viện của Quốc hội có thể chung quyết thông qua dự luật bị Hội đồng Tu pháp phủ quyết. Về sau, bỏ hội đồng, trao quyền phủ quyết cho một mình tổng thống. Tuy nhiên, Madison nhất quyết giữ lại Hội đồng Tu pháp và Đại hội hoãn lại việc xem xét quyền phủ quyết.

### Tư pháp
Ở Anh, các thẩm phán không cấu thành ngành riêng biệt, mà thay mặt vua và triều đình hành sử quyền xét xử. Madison xét mối ràng buộc giữa ngành hành chính và thẩm phán gây tham nhũng ở các bang, đề xướng tách tư pháp ra làm "ngành thứ ba" từ trước chưa hề có.
Ngày 4 tháng 6, các đại biểu đồng ý thiết lập ngành tư pháp quốc gia "bao gồm một toà cao nhất và một hay nhiều toà cấp dưới", nhưng trái ý về cách chọn thẩm phán. Kế hoạch Virginia đề nghị quốc hội bổ nhiệm. James Wilson đề nghị trao quyền bổ nhiệm cho tổng thống để tăng cường chức vị.
Ngày 13 tháng 6, Đại hội ra bản báo cáo mới về Kế hoạch Virginia, tóm tắt các quyết định trong hai tuần họp đầu tiên: sẽ thiết lập ngành tư pháp quốc gia, có một toà cao nhất; Quốc hội sẽ có quyền thành lập các toà cấp dưới; các thẩm phán do Thượng nghị viện bổ nhiệm, sẽ giữ chức vụ suốt đời nếu "cư xử chính đáng".

### Những kế hoạch khác

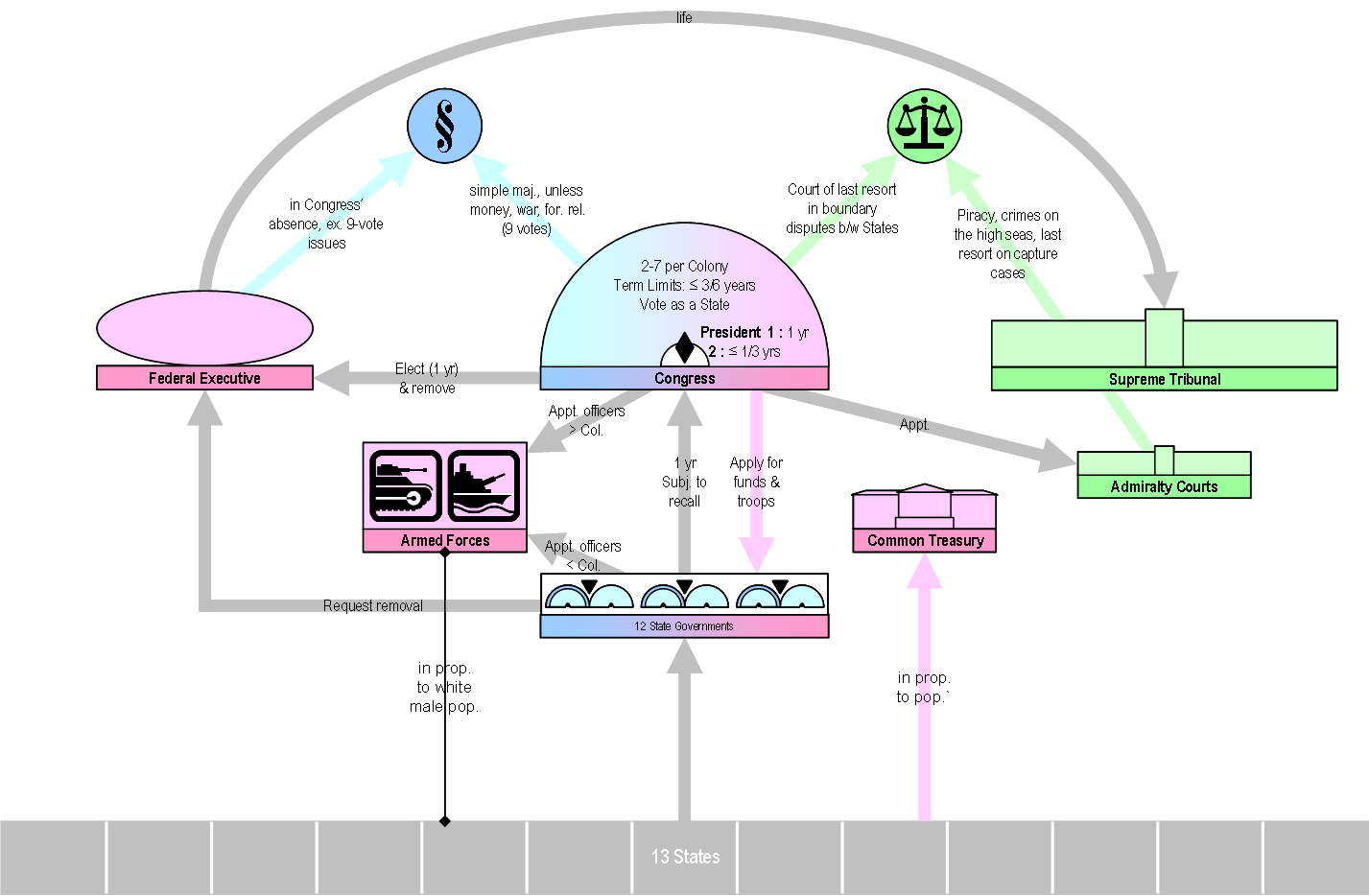
Kế hoạch New Jersey

Đại biểu của các bang nhỏ hoảng hốt: Đại hội dường như đang thiết lập một chính phủ toàn quốc cao nhất có thể phủ quyết luật của bang và lấy số dân làm nền móng chia nghị sĩ cả hai viện của Quốc hội. William Paterson cùng những đại biểu khác của New Jersey, Connecticut, Maryland và New York vạch ra kế hoạch riêng, về cơ bản sửa lại Các điều khoản Hợp bang. Kế hoạch New Jersey giữ nguyên Quốc hội Hợp bang, nhưng trao cho thêm quyền đánh thuế và quản lí việc buôn bán. Quốc hội bầu ra một "ngành hành chính liên bang", bao gồm các thành viên có chỉ một nhiệm kỳ và có thể bị Quốc hội cách chức theo yêu cầu của số đông thống đốc bang. Cũng dựng lên ngành tư pháp liên bang, các thẩm phán giữ chức suốt đời, do ngành hành chính bổ nhiệm. Các bang phải tuân theo pháp luật liên bang. Ngày 15 tháng 6, kế hoạch được đưa ra Đại hội.

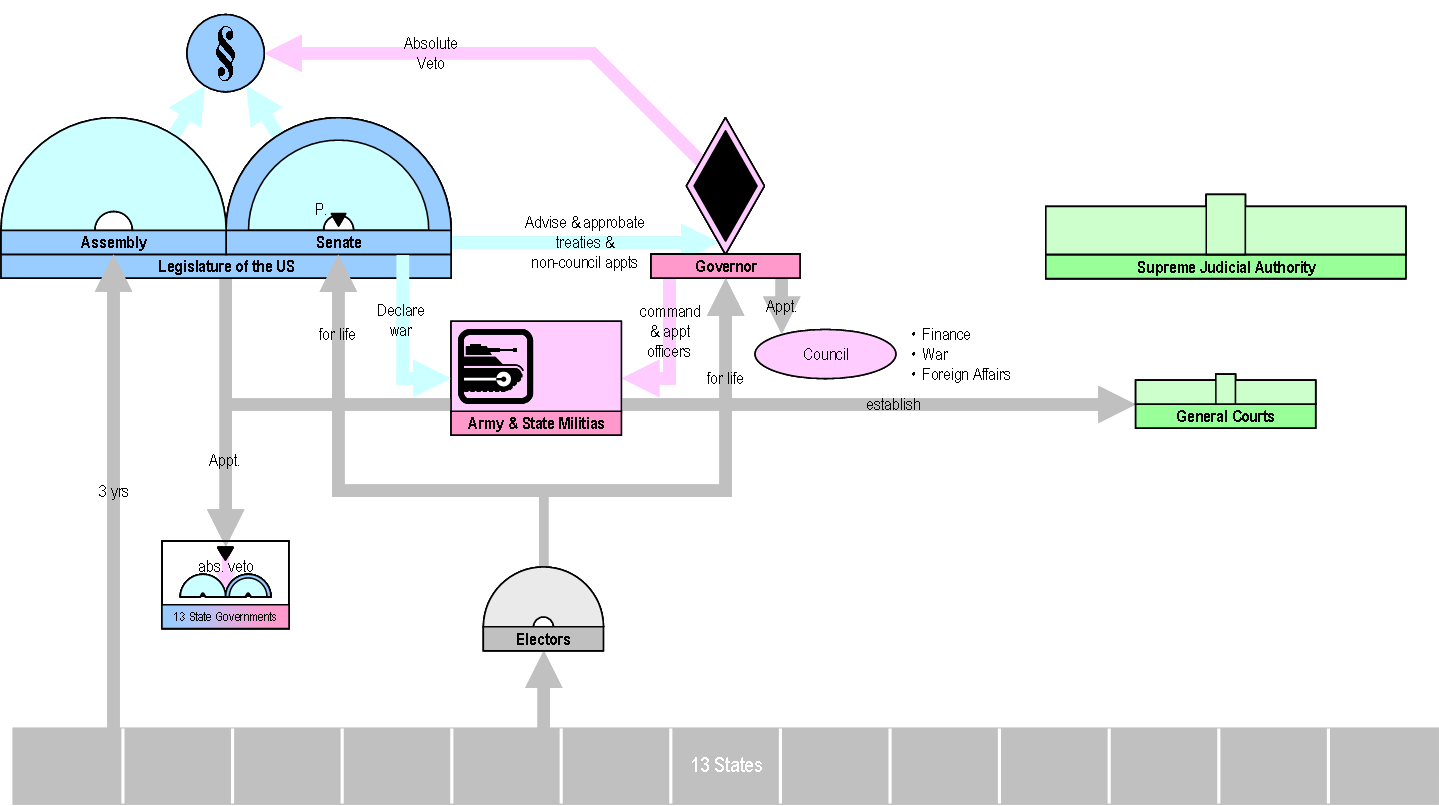
Kế hoạch Hamilton

Ngày 18 tháng 6, Alexander Hamilton của New York trình bày kế hoạch riêng trái ngược với cả kế hoạch của Madison lẫn của Paterson. Hamilton chủ trương bắt chước chính phủ Anh. Quốc hội bao gồm hai viện, viện dưới do người dân bầu ra, có nhiệm kỳ ba năm, viện trên do các đại cử tri dân cử bầu ra, có nhiệm kỳ suốt đời. Đại cử tri cũng bầu ra thống đốc cầm đầu ngành hành chính, cũng giữ chức suốt đời. Thống đốc có quyền phủ quyết tuyệt đối các dự luật. Có ngành tư pháp quốc gia, các thẩm phán cũng giữ chức chung thân. Hamilton đề nghị thủ tiêu các bang hay ít nhất là cải tổ thành quận huyện có ít quyền. Một số nhà nghiên cứu ra giả thuyết Hamilton thực ra muốn Đại hội thông qua Kế hoạch Virginia, cho nên phải làm cho các đại biểu tin kế hoạch của Madison đúng với lẽ phải. Đại hội thậm chí không mang kế hoạch ra tranh luận, Hamilton thì bị cáo buộc nhiều năm rằng ông ủng hộ chế độ vua chúa, theo Anh.
Ngày 19 tháng 6, Đại hội tổ chức biểu quyết về Kế hoạch New Jersey. Được Connecticut và các bang nô lệ ủng hộ, các bang đông dân đánh bại kế hoạch, bảy phiếu chống, ba phiếu thuận. Đoàn đại biểu của Maryland không đồng ý được, không bỏ phiếu. Tuy nhiên, vấn đề đại diện vẫn chưa được giải quyết, các đại biểu còn tranh cãi cho đến tháng 7.

## Thoả hiệp về cách chia nghị sĩ

### Thoả hiệp Connecticut

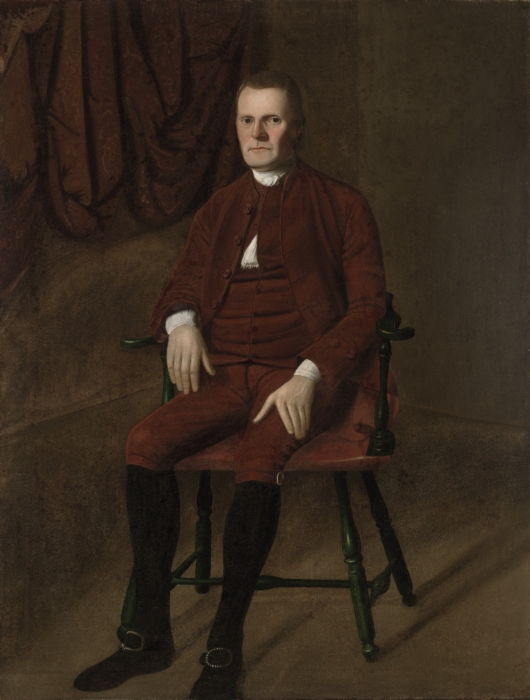
Roger Sherman của Connecticut

Đoàn đại biểu của Connecticut là Roger Sherman, Oliver Ellsworth, và William Samuel Johnson một vài lần đề nghị chia nghị sĩ Hạ nghị viện theo số dân, Thượng nghị viện thì các bang có số lượng bằng nhau. Sherman lần đầu đề xuất thoả hiệp vào ngày 11 tháng 6. Ông đồng ý với Madison rằng dựng lên Thượng nghị viện để chữa bệnh tòng dân của Hạ nghị viện, nhưng cũng xét cơ quan có nhiệm vụ bảo vệ quyền lợi của các bang. James Madison ghi lại lời phát biểu ngày 11 tháng 6 của Sherman:
Ông Sherman đề nghị số phiếu trong toà nghị dưới nên chia theo dân số tự do, trong toà nghị trên hay Thượng nghị viện thì mỗi bang chỉ nên có một phiếu. Ông nhận xét, các bang sẽ vẫn còn một số quyền lợi, cho nên mỗi bang phải có thể tự bảo vệ mình, nếu không thì một vài bang đông dân sẽ thống trị những bang còn lại. Hạ viện ở Anh có một số quyền cụ thể theo Hiến pháp, do đó có sức ảnh hưởng ngang Hạ viện để có thể bảo vệ được quyền lợi riêng.

Ngày 29 tháng 6, Johnson đưa ra cách nhìn giống vậy: "phải có một viện thay mặt người dân, một viện thay mặt các bang." Tuy nhiên, hai bên chưa chịu nhường bước nhau để thoả hiệp, các bang đông dân thì chưa thừa nhận yếu phải thua mạnh, các bang ít dân thì chưa thừa nhận quyền phải ứng với dân. Các bang lớn nhỏ chẳng tin tưởng nhau, có lời bình luận của Gunning Bedford Jr. vào ngày 30 tháng 6 làm thí dụ cho. Bedford nói:
Tôi không tin các ngài. Nếu có sức mạnh thì các ngài không thể bị hạn quyền được; vậy cái gì sẽ cứu giúp chúng tôi?... Vâng, thưa ngài, các bang đông dân sẽ tranh đua, nhưng không tranh đua với nhau - họ sẽ tranh đua với những bang còn lại... Các ngài sẽ nghiền nát các bang ít dân, hay để chúng yên? Chúng tôi thà nắm tay nước ngoài, chứ không chịu bị huỷ hoại.

### Ủy ban lớn

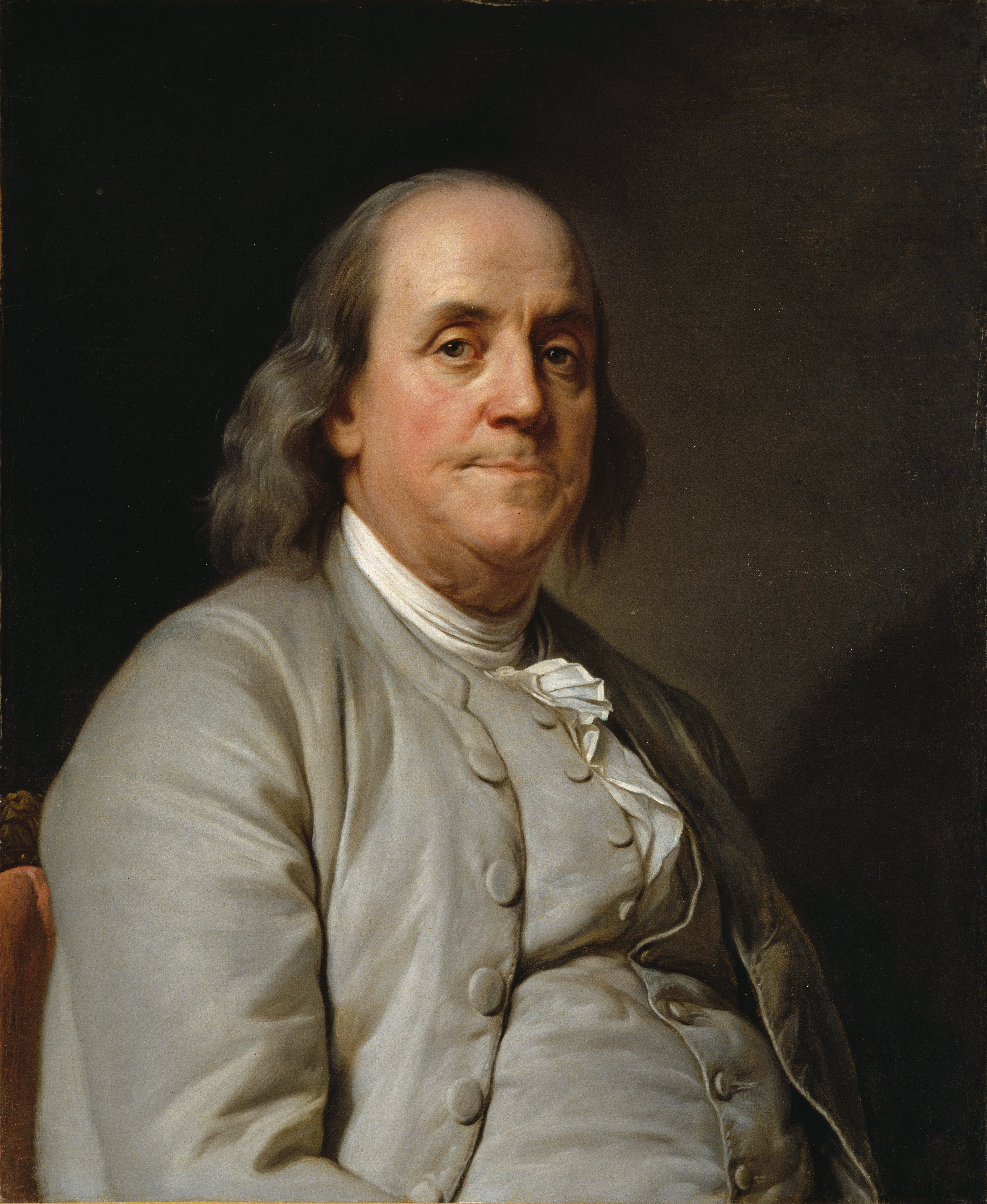
Benjamin Franklin của Pennsylvania

Sau một tháng thảo luận thì Đại hội quyết định giao việc xem xét thêm vấn đề hóc búa về cách chia nghị sĩ quốc hội cho một uỷ ban bao gồm một đại biểu từ mỗi bang có mặt. Ủy ban nghiêng mạnh về các bang ít dân, vì ngay cả đại biểu của các bang đông dân cũng hay nhường bước.
Đương lúc Đại hội ngừng họp ba ngày nhân kỳ nghỉ lễ Độc lập thì Ủy ban lớn bắt đầu làm việc. Ủy ban quyết định chia nghị sĩ theo thoả hiệp của đoàn đại biểu Connecticut: dân biểu Hạ nghị viện sẽ chia theo số dân, bầu ra từ các khu bao gồm 40.000 người, các bang có số lượng thượng nghị sĩ bằng nhau. Tuy nhiên, để lấy được sự ủng hộ của các bang đông dân, Benjamin Franklin đề nghị Hạ nghị viện có độc quyền đưa ra các dự luật tăng tiền thuế hay tiền lương nhân viên chính phủ.

### Xem lại tỉ lệ ba phần năm
Ngày 5 tháng 7, Ủy ban lớn trình báo cáo. Tuy nhiên, Đại hội trì trệ 11 ngày, các đại biểu cố gắng giành được càng nhiều phiếu bầu càng tốt cho bang của họ. Ngày 6 tháng 7, Đại hội thiết lập uỷ ban gồm 5 người để ấn định số lượng dân biểu của các bang. Ủy ban đề nghị Hạ nghị viện có 56 dân biểu, lấy "số lượng người da đen và người da trắng cùng của cải" làm nền móng chia. Các bang miền Bắc có 30 dân biểu, các bang miền Nam có 26. Đại biểu của các bang tự do phản đối tính nô lệ là dân vì họ không thể bỏ phiếu.
Ngày 9 tháng 7, Đại hội lập uỷ ban mới để chia lại. Lần này, bao gồm 11 uỷ viên, mỗi bang có một. Ủy ban đề nghị Hạ nghị viện có 65 dân biểu, chia theo số dân tự do cộng ba phần năm số dân nô lệ. Các bang miền Bắc có 35 dân biểu, miền Nam có 30. Đại biểu miền Nam không chịu để cho miền Bắc có nhiều dân biểu hơn, cho rằng uỷ ban đã tính sai số dân miền Nam. Đại hội chấp thuận bản báo cáo của uỷ ban, song quyền lợi trái ngược nhau của miền Bắc và miền Nam ngăn cản Đại hội đạt được sự đồng thuận.
Ngày 10 tháng 7, Edmund Randolph đề nghị chính phủ điều tra số dân thường xuyên để chia dân biểu. Tranh luận về việc điều tra, hai đại biểu Nam Carolina Pierce Butler và Charles Cotesworth Pinckney đề xướng đếm tất cả nô lệ thay vì ba phần năm, vì tài sản nô lệ làm giàu các bang miền Nam. Các đại biểu miền Bắc đã không muốn ủng hộ thoả hiệp ba phần năm, phát cáu. James Wilson là một trong những người tạo ra thoả hiệp bẻ, "Nô lệ là công dân phải không? Vậy tại sao không được ngang hàng công dân da trắng? Là tài sản phải không? Vậy tại sao không tính tài sản khác?"
Sau khi tranh luận gay gắt thì Đại hội quyết định chia dân biểu và thuế trực thu của cả các bang đang có lẫn bất cứ bang mới nào theo số dân da trắng cộng ba phần năm số dân nô lệ. Sẽ điều tra số dân lần đầu sáu năm sau khi dựng lên chính phủ liên bang mới và cứ sau mười năm một lần.

### Đại hội thông qua Thoả hiệp Connecticut
Ngày 14 tháng 7, John Rutledge và James Wilson lại đề nghị chia thượng nghị sĩ theo dân số. Mặc dù Pinckney đề xuất cách chia để cho các bang ít dân có nhiều dân biểu hơn so với cách chia tương ứng hoàn toàn, đề nghị bị Đại hội bác bỏ.
Ngày 16 tháng 7, Đại hội tổ chức biểu quyết ngang phiếu, thông qua Thoả hiệp Connecticut theo khuyến nghị của Ủy ban lớn. Ngày 23 tháng 7, quyết định mỗi bang có hai thượng nghị sĩ thay vì ba. Bác bỏ đề nghị của Luther Martin của Maryland rằng các thượng nghị sĩ của một bang cùng nhau bỏ một phiếu, như trong Quốc hội Hợp bang. Martin tin rằng để Thượng nghị viện bảo vệ được quyền lợi của các bang thì các thượng nghị sĩ phải đồng lòng quyết định. Đại hội để cho các thượng nghị sĩ bỏ phiếu riêng, vừa ý của phe liên bang là ngăn chặn các bang ảnh hưởng thẳng cách Quốc hội làm luật. Bản cuối cùng vừa có yếu tố của kế hoạch Madison, vừa chứa đựng mong muốn giữ gìn quyền bang của các đại biểu.

## Tranh luận thêm

### Liên bang có quyền lực cao nhất
Ngày 17 tháng 7, Đại hội quyết định trao cho Quốc hội quyền "làm luật trong mọi việc mà mỗi bang một mình không lo liệu được" theo Kế hoạch Virginia. Chỉ có Nam Carolina và Georgia bỏ phiếu chống. Bốn bang ít dân là Connecticut, New Jersey, Delaware, và Maryland bỏ phiếu thuận. Về sau, Madison nói rõ lí do: một khi được đảm bảo có sức ảnh hưởng trong chính phủ mới thì các bang ít dân "bảo hoàng hơn vua", hăng hái đòi lập chính phủ quốc gia mạnh mẽ.
Kế hoạch Virginia đề nghị Quốc hội có quyền phủ quyết luật của các bang để ngăn chặn các bang hành động thiếu thận trọng, như vào thời chính phủ Hợp bang. Gouverneur Morris lo đề nghị sẽ làm phật lòng các bang có thể ủng hộ Hiến pháp. Luther Martin cho rằng quá không thực tế và tốn thời giờ, hỏi "Liệu tất cả luật của các bang có phải trình quốc hội trước khi được thi hành không?"
Đại hội bác bỏ quyền phủ quyết. Martin đề nghị điều khoản của Kế hoạch New Jersey làm vật thay thế, được Đại hội đồng lòng thông qua: pháp luật và các điều ước của Hoa Kỳ sẽ là luật cao nhất các bang, các bang sẽ quyết định căn cứ trên pháp luật liên bang.

### Cách bầu và phế truất tổng thống
Tháng 6, Đại hội quyết định Quốc hội bầu ra tổng thống, nhưng vẫn còn một số đại biểu lo ngành hành chính sẽ phụ thuộc vào ngành làm luật. Ngày 17 tháng 7, Đại hội xem lại vấn đề. Đề nghị dân cử bị bác bỏ, chín ăn một. Sau đó, Luther Martin đề nghị lại một đoàn đại cử tri bầu tổng thống, James Wilson đưa ra vào tháng 6. Wilson đề nghị người dân bầu lên các đại cử tri, Martin sửa lại, các nghị hội bang chọn đại cử tri; Đại hội vẫn bác bỏ đề nghị. Ngày 19 tháng 7, Elbridge Gerry đề nghị thống đốc chọn đại cử tri, tăng ảnh hưởng của các bang, cũng không thành công.
Đại hội xác nhận lại Quốc hội bầu tổng thống rồi, quyết định tổng thống được giữ nhiều nhiệm kỳ, không còn hạn chế chỉ một nhiệm kỳ bảy năm. James McClurg của Virginia đi xa hơn, đề nghị tổng thống giữ chức suốt đời "nếu cư xử chính đáng" để bảo vệ sự độc lập của ngành hành chính, nhưng bị bác bỏ vì không khác gì vua chúa.
Đại hội quyết định Quốc hội có quyền phế truất một tổng thống không đủ tư cách, giống như cách Quốc hội Anh cách chức các bộ trưởng.

### Cách bổ nhiệm thẩm phán
Ngày 18 tháng 7, Đại hội chuyển sang xem xét vấn đề ngành tư pháp. Một nửa Đại hội thì muốn Thượng nghị viện chọn thẩm phán, nửa còn lại thì muốn tổng thống chọn. Luther Martin ủng hộ trao quyền bổ nhiệm cho Thượng nghị viện, cho rằng toà sẽ bảo vệ quyền lợi của các bang.
Nathaniel Gorham đề nghị dàn xếp để cho tổng thống bổ nhiệm có "ý kiến và sự chấp thuận của Thượng nghị viện". Chưa định nghĩa "ý kiến và sự chấp thuận", song đề nghị đã được một số đại biểu ủng hộ. Ngày 21 tháng 7, Madison đưa ra cách dàn xếp khác: tổng thống sẽ bổ nhiệm, nhưng Thượng nghị viện có quyền phủ quyết theo đa số 2/3. Các đại biểu thấy đề nghị của Madison sẽ làm khó việc chặn bổ nhiệm thẩm phán, không ủng hộ, xác định lại Thượng nghị viện sẽ bổ nhiệm thẩm phán.
Ngày 21 tháng 7, Wilson và Madison lại đề nghị lập Hội đồng Tu pháp theo kế hoạch của Madison. Gorham phản đối, đúng thật việc xem xét tính hợp hiến của các đạo luật thuộc thẩm quyền của thẩm phán, nhưng trộn lẫn việc xét xử của toà với việc chính trị của tổng thống trái sự phân quyền. John Rutledge đồng ý, "thẩm phán không được đưa ra ý kiến về một đạo luật cho đến khi được đưa ra toà".

### Cách sửa hiến và phê chuẩn
Đại hội nhận ra sai lầm lớn của Các điều khoản Hợp bang là bất cứ bản sửa đổi hiến pháp nào cũng cần có sự chấp thuận của tất cả các bang. Ngày 23 tháng 7, tán thành đề nghị sửa lại cách cách tu hiến, nhưng không quyết định cách cụ thể.
Đại hội cũng thảo luận cách phê chuẩn Hiến pháp. Oliver Ellsworth và William Paterson đề xướng các nghị hội bang thay mặt ý dân, phê chuẩn Hiến pháp giống như cách phê chuẩn Các điều khoản Hợp bang. Nathaniel Gorham phản đối, các nghị sĩ bang sẽ bác bỏ Hiến pháp để bảo vệ quyền lực của chính họ. George Mason cho rằng các nghị hội bang không có quyền phê chuẩn Hiến pháp mới vì bản thân do hiến pháp bang tạo ra.
Mason chủ trương chỉ người dân thông qua các hội nghị bang mới có quyền phê chuẩn thiết lập chính phủ mới. Madison đồng ý. Ông xem Các điều khoản Hợp bang chỉ là một hiệp ước giữa các bang, nhưng một bản hiến pháp toàn quốc thì phải nộp cho người dân thông qua. Đại hội quyết định chín ăn một, trình Hiến pháp cho các hội nghị bang.

## Bản thảo thứ nhất
Đại hội ngừng họp từ ngày 26 tháng 7 đến ngày 6 tháng 8 để đợi Ủy ban Nội dung soạn xong bản thảo thứ nhất của Hiến pháp. John Rutledge là chủ tịch, nhũng thành viên khác bao gồm Edmund Randolph, Oliver Ellsworth, James Wilson, và Nathaniel Gorham.
Ủy ban không ghi chép công việc, nhưng ba tài liệu quan trọng còn sót lại cho thấy:168 uỷ ban dùng Kế hoạch Virginia ban đầu, các quyết định sửa đổi của Đại hội, cùng những nguồn khác, như Các điều khoản Hợp bang, hiến pháp các bang, và thậm chí kế hoạch của Charles Pinckney, để viết ra bản thảo,:165 tác giả David O. Stewart khen là "công trình cóp chép xuất sắc.":165
Ủy ban soạn theo hai nguyên tắc: Hiến pháp chỉ nên bao gồm các điều khoản cần có, tránh lặt vặt và phải dễ hiểu, chính xác.
Phần lớn báo cáo là sáng kiến của uỷ ban. Ủy ban đoán đúng là Đại hội sẽ không phản đối những điều uỷ ban thêm vào, cho nên bản cuối cùng của Hiến pháp bao gồm nhiều điểm không mang ra tranh luận.:169 Ví dụ: uỷ ban viết các nghị sĩ không phải chịu trách nhiệm về ý kiến đưa ra ở Quốc hội và các quy tắc tổ chức Hạ nghị viện, Thượng nghị viện.
Tuy nhiên, uỷ ban cũng vượt ra ngoài quyết định của Đại hội, tăng cường các bang và làm suy yếu chính phủ quốc gia theo sự thúc giục của Rutledge. Ông từng làm thống đốc bang và chủ trương hạn chế quyền lực của chính phủ quốc gia, tuy chấp nhận chính phủ mới phải mạnh hơn chính phủ Hợp bang. Stewart nhận định, uỷ ban "chiếm đoạt" Hiến pháp, sửa lại các điểm quan trọng mà Đại hội quyết định rồi, và thêm vào một số điều khoản sâu rộng chưa hề mang ra thảo luận.:165
Trước hết, Rutledge đề nghị cắt giảm mạnh quyền làm luật về cơ bản là vô hạn của Quốc hội. Ủy ban quyết định ghi rõ 18 quyền như đánh thuế, làm hiệp ước, tuyên chiến, và lập cục bưu chính, phần nhiều mượn của Các điều khoản Hợp bang.:170–71 Không ít uỷ viên phản đối sự thay đổi. Về sau, uỷ ban thêm vào điều khoản cho phép Quốc hội "xây dựng mọi điều luật cần thiết và phù hợp để thực thi những quyền lực nói trên, cũng như tất cả những quyền lực khác đã được Hiến pháp này trao cho Nhà nước Hoa Kỳ, hoặc cho bất cứ một cơ quan và quan chức nào khác của Nhà nước.":171–72 Cũng hạn chế quyền lực các bang tám cách, như cấm tự lập hiệp ước với nước ngoài và phát hành tiền riêng.:172 Ngoài ra, sửa lại điều khoản về địa vị của pháp luật liên bang, liên bang và các bang mà trái nhau thì liên bang sẽ được ưu tiên.:172 Đại hội chấp nhận các thay đổi, đặt ra quan hệ giữa chính phủ liên bang và các bang.:172
Tranh cãi bùng nổ về các điểm liên quan tới vấn đề nô lệ trong bản báo cáo. Nguyên là Pinckney cảnh cáo Đại hội sẽ có hậu quả nghiêm trọng nếu bản thảo không bảo vệ chế độ nô lệ ở các bang miền Nam hay cho phép chính phủ liên bang đánh thuế hàng xuất khẩu nông sản miền Nam vào ngày đại hội đồng ý thiết lập uỷ ban.:173 Ủy ban viết ba điều khoản hạn chế rõ ràng quyền lực của Quốc hội, có lợi cho miền Nam: Quốc hội mãi mãi không được can thiệp vào việc buôn bán nô lệ, không được đánh thuế hàng xuất khẩu, và cần phải có đa số 2/3 cả hai viện Quốc hội tán thành để thông qua bất cứ luật nào đánh thuế quan hay đặt ra hạn ngạch để quản lí ngoại thương. Các đại biểu miền Bắc và phe bãi nô nổi giận.:173–74
Bản báo cáo của uỷ ban là kế hoạch lập hiến khả thi đầu tiên. Ngay cả sau khi ra báo cáo, uỷ ban vẫn họp cho đến đầu tháng 9.

## Sửa thêm và tranh luận chót
Một tháng thảo luận lại qua, bản thảo giữ nguyên. Một số đại biểu cố gắng thay đổi bản thảo của Rutledge, thêm vào điều kiện phải có tài sản để giữ chức, cấm chính phủ liên bang phát hành tiền giấy,:187 nhưng hầu hết không thành công. Nhất là Madison, muốn sửa lại Hiến pháp theo hướng kế hoạch của ông.
Đại hội có đồng ý trao cho Quốc hội quyền chấm dứt việc buôn bán nô lệ bắt đầu từ năm 1808. Đại biểu miền Bắc cũng chấp nhận tăng cường điều khoản yêu cầu các bang bắt giữ nô lệ bỏ trốn phải trao trả, đại biểu miền Nam chịu bỏ điều kiện Quốc hội phải có 2/3 cả hai viện tán thành để thông qua luật quản lí việc buôn bán giữa các bang và chính phủ nước ngoài.:196
Đại hội sửa xong bản thảo đầu tiên của Ủy ban Nội dung rồi, gửi một loạt các vấn đề mới đến một số uỷ ban để giải quyết. Ủy ban Nội dung bắt đầu xem xét một số việc về lệnh định quyền giam giữ, tự do báo chí và một cơ quan nội các để khuyên bảo tổng thống. Đại hội lập hai uỷ ban để giải quyết vấn đề về việc buôn bán nô lệ và nghĩa vụ trả nợ vào thời kì Chiến tranh Cách mạng.
Đại hội thiết lập Ủy ban Lí sự để thu xếp những việc khác bị dời lại, bao gồm các thành viên như Madison, sẵn sàng thoả hiệp. Nhiều đại biểu Đại hội muốn làm xong việc và về nhà, cho nên chọn các uỷ viên như vậy để giải quyết các vấn đề cho nhanh.:207 Ủy ban xem xét việc thuế, tuyên chiến, bằng sáng chế và bản quyền, quan hệ với các bộ lạc bản địa, và yêu cầu các dự luật đánh thuế phải đưa ra trong Hạ nghị viện. Vấn đề lớn nhất là cách bầu tổng thống,:209 Madison viết ra thoả hiệp chung quyết có ý kiến của uỷ ban: tổng thống do đoàn đại cử tri bầu ra theo kế hoạch của Wilson, nếu không có ứng viên nào có số đông đại cử tri đoàn thì do Hạ nghị viện bầu ra. Madison xét, "cứ 20 lần thì 19 lần" Hạ nghị viện sẽ bầu tổng thống.
Ủy ban cũng rút ngắn nhiệm kỳ của tổng thống từ bảy năm xuống còn bốn năm, cho tổng thống được tái cử, và chuyển quyền xét xử luận tội từ toà án sang Thượng nghị viện. Nguyên là trước đó, tổng thống do Quốc hội bầu ra, Đại hội lo sẽ lệ thuộc Quốc hội, cho nên đặt nhiệm kỳ dài và cấm tái cử, nhưng một khi quyết định đoàn đại cử tri là cơ quan bầu ra thì tổng thống ít có thể bị Quốc hội chi phối. Cũng tạo ra chức vị phó tổng thống, chỉ có vai trò kế nhiệm một tổng thống không thể hoàn thành nhiệm kỳ, chủ trì Thượng nghị viện và bỏ phiếu nếu Thượng nghị viện biểu quyết hoà. Tổng thống được một số quyền của Thượng nghị viện, như quyền làm các hiệp ước và bổ nhiệm các đại sứ.:212
Gần cuối hội nghị, Gerry, Randolph và Mason bắt đầu phản đối bản thảo của Ủy ban Nội dung.:235 Một số người phỏng đoán Randolph công kích Hiến pháp để mưu lợi chính trị, cụ thể là để không phải tranh cử với đối thủ Patrick Henry về sau. Họ hầu hết phản đối thoả hiệp cho phép Quốc hội thông qua luật quản lí thương mại theo đa số đổi lấy tăng cường điều khoản về nô lệ bỏ trốn.:236 Cũng phản đối thiết lập chức vị phó tổng thống.
Ba đại biểu sửa được một số điểm. Mason thêm "những tội nghiêm trọng khác" vào danh sách các tội Quốc hội có thể buộc. Gerry viết thêm một cách phê chuẩn các bản tu chính hiến pháp. Báo cáo của Ủy ban Nội dung chỉ quy định một cách phê chuẩn là 2/3 các bang yêu cầu Quốc hội triệu tập đại hội để xem xét bản tu chính. Đại hội thêm lại cách ban đầu của Kế hoạch Virginia: Quốc hội đưa ra bản tu chính cho các bang phê chuẩn.:238 Tất cả các bản tu chính Hiến pháp đều được phê chuẩn theo cách thứ hai, trừ bản sửa đổi thứ 21 ra.
Những đại biểu khác muốn chấm dứt Đại hội và về nhà, ngày càng chán ghét thái độ phản đối của ba đại biểu. Đại hội sắp hạ màn, các đại biểu sắp chuyển Hiến pháp cho Ủy ban Văn phong viết bản cuối cùng thì một đại biểu đề nghị đảm bảo công dân có quyền được bồi thẩm đoàn xét xử trong các phiên toà dân sự. Mason thừa dịp đề nghị Đại hội thêm một bản tuyên ngôn quyền lợi vào hiến pháp và xin được soạn trong một vài giờ. Gerry đồng ý, nhưng uỷ ban không chịu, xem đây chẳng qua là chiêu bài câu giờ khác.:241
Lúc đó, rất ít ai nhận ra sự quan trọng của một bản tuyên ngôn quyền lợi; về sau, phe chống Liên bang lấy sự thiếu đảm bảo quyền lợi làm lí do chính để các bang không phê chuẩn Hiến pháp. Hầu hết các đại biểu xét các bang đã bảo vệ các quyền cá nhân, Hiến pháp lại không cho phép chính phủ quốc gia tước quyền, cho nên thấy Hiến pháp không cần phải bảo vệ quyền. Phút chót, các đại biểu thu xếp thêm một số việc. Quan trọng nhất là cho phép Thượng nghị viện sửa đổi các dự luật chi tiêu do Hạ nghị viện đưa ra, thay vì phải thông qua hay bác bỏ.:243

## Soạn viết và kí kết

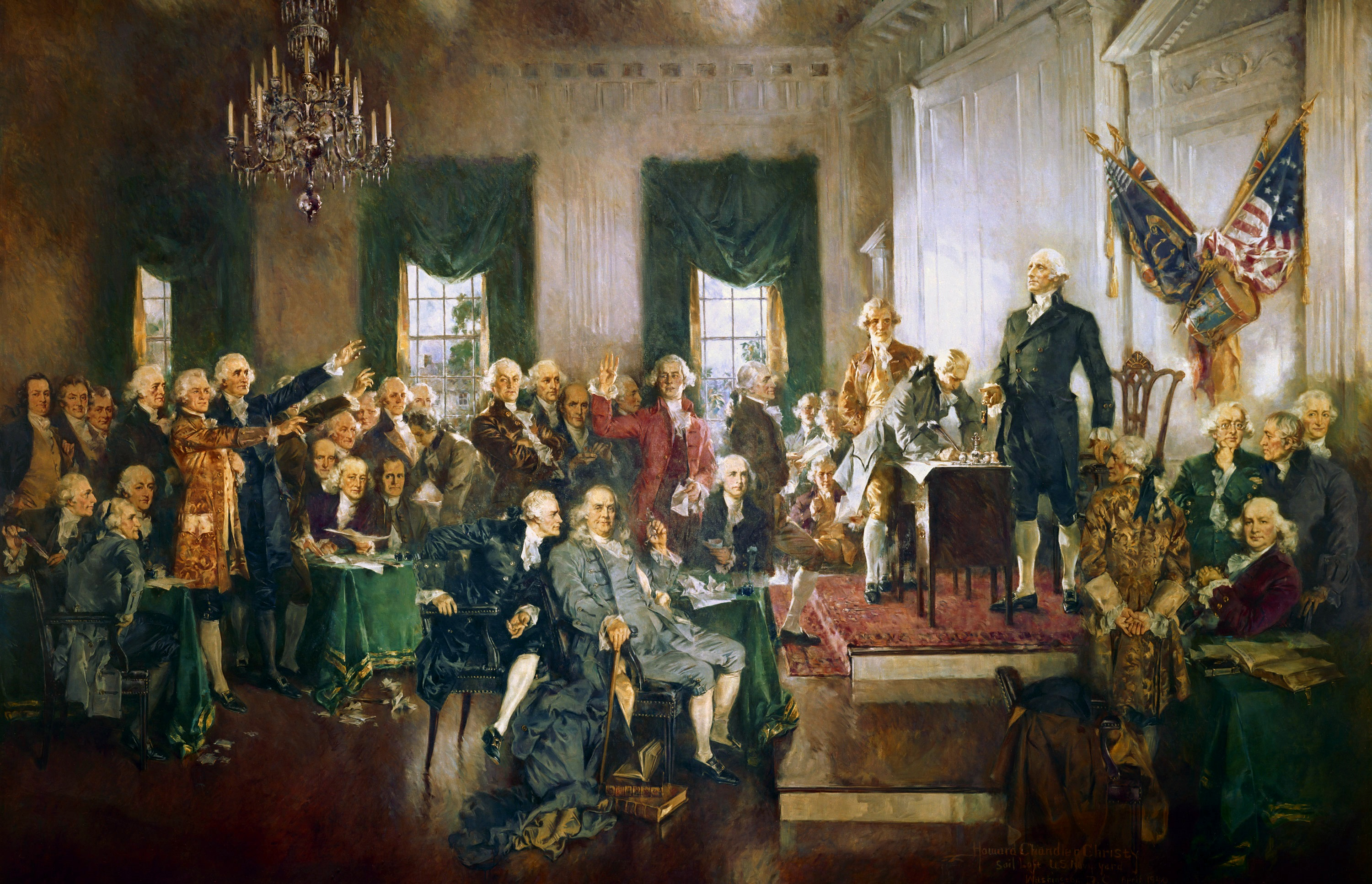
Cảnh kí kết Hiến pháp Hoa Kỳ, của Howard Chandler Christy (1940)

Đại hội chung quyết bản thảo rồi, thiết lập Ủy ban Văn phong để "sửa lại phong cách hành văn và sắp xếp các điều khoản đã được Đại hội quyết định." Khác với những uỷ ban khác bao gồm các thành viên đến từ nhiều vùng miền, Ủy ban Văn phong không có ai bênh vực cho các bang ít dân, hầu hết ủng hộ thiết lập chính phủ quốc gia mạnh mẽ và chẳng đồng tình với phe kêu gọi bảo vệ quyền lực các bang,:229–30 bao gồm William Samuel Johnson, Alexander Hamilton, Gouverneur Morris, James Madison, và Rufus King. Ngày 12 tháng 9, bản báo cáo của Ủy ban được in để tiện cho các đại biểu đọc. Trong ba ngày, Đại hội so sánh bản này với các biên bản họp. Ngày 15 tháng 9, Jacob Shallus ra lệnh chép Hiến pháp bằng chữ to. Ủy ban có viết thêm điều khoản cấm các bang phương hại việc thực hiện hợp đồng, tuy không được mang ra Đại hội thảo luận. Ngày 17 tháng 9, văn bản được trình để cho các đại biểu kí.:243
Xưa nay, thường xem Gouverneur Morris là người soạn thảo chính của văn bản cuối cùng, kể cả lời mở đầu gây xúc động. Không phải tất cả các đại biểu đều tán thành kết quả; 13 đại biểu rời trước lễ kí kết, ba không chịu ký: Randolph, Mason, và Gerry. Mason đòi một bản tuyên ngôn quyền lợi để ủng hộ Hiến pháp. Mặc dù Hiến pháp không có bản tuyên ngôn khi được trình lên cho các bang phê chuẩn, nhiều bang vẫn phê chuẩn Hiến pháp, cho rằng sẽ sớm có bản tuyên ngôn bảo vệ quyền lợi. Ngay trước khi các đại biểu kí văn kiện, Gorham đề nghị giảm kích thước các khu dân biểu từ 40.000 xuống 30.000 người. Trước đó, cũng có đề nghị giống vậy, nhưng thua một phiếu bị bác bỏ. Lần này, George Washington lên tiếng ủng hộ; Đại hội không mở thảo luận, thông qua đề nghị. Gorham kí văn bản, mặc dù đã nghi ngờ cho mọi người cùng nghe liệu Hoa Kỳ có còn là một nước sau 150 năm không.:112 Sau cùng, 39 trong 55 đại biểu có mặt (74 được 12 bang chọn) kí Hiến pháp, nhưng có lẽ không ai hoàn toàn hài lòng. Benjamin Franklin nói, "Tôi thú nhận Hiến pháp có một số phần tôi không chấp thuận bây giờ, nhưng tôi không chắc sẽ không bao giờ chấp thuận chúng.... Tôi cũng không tin ở bất cứ Đại hội nào khác, chúng ta có thể làm ra Hiến pháp tốt hơn.... Cho nên thưa Ngài, tôi rất ngạc nhiên khi thấy chính thể này tiến gần đến sự hoàn hảo; và tôi xét thậm chí kẻ thù của chúng ta sẽ kinh ngạc..."

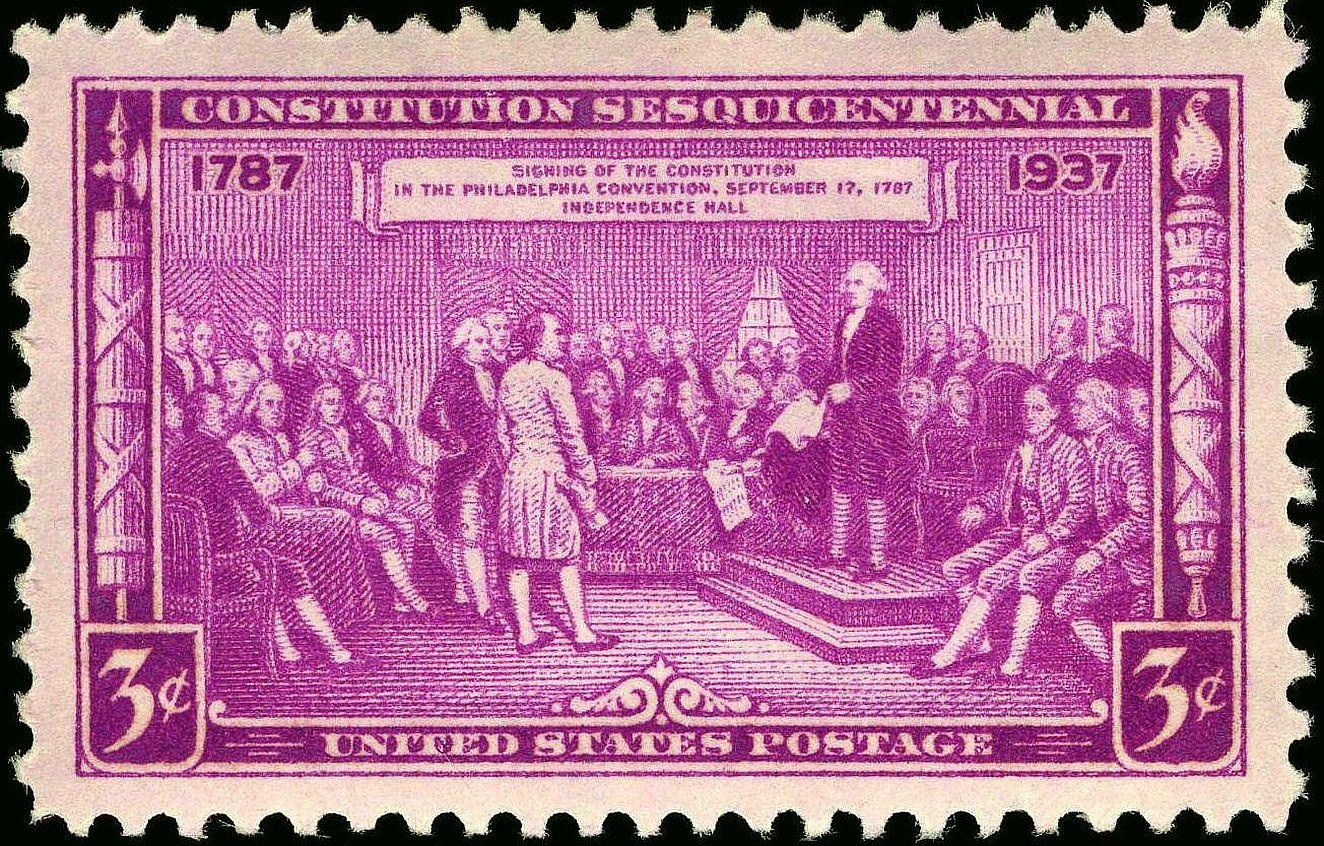
Bưu điện Hoa Kỳ, Số phát hành năm 1937, cho thấy các Đại biểu khi ký Hiến pháp, khắc theo bức tranh của Junius Brutus Stearns

Rhode Island không cử đại biểu, và hai trong ba đại biểu New York về sớm. George Washington đùa Hiến pháp là công trình của "mười một bang, cùng Đại tá Hamilton.":244 Washington kí trước, sau đó các đại biểu lên đầu phòng kí, đại biểu miền Bắc trước, miền Nam sau, theo thường lệ trong suốt hội nghị.
Đương lúc các đại biểu kí văn bản, Franklin phát biểu mạnh mẽ, kể một giai thoại về một mặt trời vẽ trên lưng chiếc ghế của Washington. Madison kể lại trong ghi chú:
Đương lúc những đại biểu cuối cùng ký hiến pháp thì Tiến sĩ Franklin nhìn về phía chiếc ghế Chủ tịch, trên lưng có vẽ mặt trời mọc. Ông nói với một vài đại biểu đứng gần, các hoạ sĩ rất khó vẽ để cho phân biệt được mặt trời mọc với mặt trời lặn. Thường xuyên trong suốt phiên họp, những hy vọng và nỗi sợ hãi của ông thăng trầm, ông nhìn vào mặt trời đằng sau Chủ tịch mà không biết là mặt trời mọc hay lặn: Nhưng bây giờ, ông sung sướng, biết rằng mặt trời đang mọc chứ không phải đang lặn.

Hiến pháp được trình cho các bang để phê chuẩn, theo Điều VII của văn bản.

## Các nhà lập hiến
55 đại biểu tham dự Đại hội lập hiến và được xem là các nhà lập hiến Hoa Kỳ, mặc dù chỉ có 39 đại biểu ký tên vào Hiến pháp. Ban đầu, các bang cử 70 đại biểu tham gia đại hội, nhưng một số người hoặc không chịu hoặc không thể tham dự, cho nên chỉ còn 55 người soạn Hiến pháp.
Gần như tất cả 55 nhà lập hiến hoạt động trong Cách mạng, ít nhất 29 đi lính trong Quân Lục địa, hầu hết làm vị chỉ huy. Tất cả từng giữ chức trong chính quyền thuộc địa hay các bang trong suốt sự nghiệp, trừ hai hay ba đại biểu ra. Đại đa số các đại biểu là hoặc đã là thành viên của Quốc hội Hợp bang, và nhiều người từng là thành viên của Quốc hội Lục địa trong Cách mạng.:25 Một số từng làm thống đốc bang. Chỉ có hai đại biểu là Roger Sherman và Robert Morris kí tên vào cả ba văn kiện dựng nước của Hoa Kỳ: Tuyên ngôn Độc lập, Các Điều khoản Hợp bang, và Hiến pháp.
Hơn một nửa số đại biểu được đào tạo làm luật sư (một số thậm chí từng làm thẩm phán), mặc dù chỉ có khoảng một phần tư hành nghề luật sư để làm ăn kiếm sống. Có thương gia, nhà sản xuất, chủ hàng, nhà đầu cơ đất đai, chủ ngân hàng, và nhà tài chính. Một số làm thầy thuốc và nông dân nhỏ, và một làm mục sư. Có 25 chủ nô lệ, 16 mưu sinh bằng sức lao động của nô lệ làm việc trong các đồn điền hay những cơ sở kinh doanh khác. Hầu hết các đại biểu là chủ đất có tài sản đáng kể, và hầu hết đều rất giàu có, trừ Roger Sherman, Alexander Hamilton, và William Few ra. George Washington và Robert Morris là một trong những người đàn ông giàu có nhất cả nước.
Các nhà lập hiến có kiến thức và kinh nghiệm sâu rộng về việc tự lập chính phủ. Thomas Jefferson ở Paris viết nửa đùa nửa nghiêm cho John Adams ở Luân Đôn, "Đó thực sự là một hội nghị các á thánh."
- Connecticut
  - Oliver Ellsworth*
  - William Samuel Johnson
  - Roger Sherman
- Delaware
  - Richard Bassett
  - Gunning Bedford Jr.
  - Jacob Broom
  - John Dickinson
  - George Read
- Georgia
  - Abraham Baldwin
  - William Few
  - William Houstoun*
  - William Pierce*
- Maryland
  - Daniel Carroll
  - Luther Martin*
  - James McHenry
  - John Francis Mercer*
  - Daniel of St. Thomas Jenifer
- Massachusetts
  - Elbridge Gerry*
  - Nathaniel Gorham
  - Rufus King
  - Caleb Strong*
- New Hampshire
  - Nicholas Gilman
  - John Langdon
- New Jersey
  - David Brearley
  - Jonathan Dayton
  - William Houston*
  - William Livingston
  - William Paterson
- New York
  - Alexander Hamilton
  - John Lansing Jr.*
  - Robert Yates*
- Bắc Carolina
  - William Blount
  - William Richardson Davie*
  - Alexander Martin*
  - Richard Dobbs Spaight
  - Hugh Williamson
- Pennsylvania
  - George Clymer
  - Thomas Fitzsimons
  - Benjamin Franklin
  - Jared Ingersoll
  - Thomas Mifflin
  - Gouverneur Morris
  - Robert Morris
  - James Wilson
- Nam Carolina
  - Pierce Butler
  - Charles Cotesworth Pinckney
  - Charles Pinckney
  - John Rutledge
- Virginia
  - John Blair
  - James Madison
  - George Mason*
  - James McClurg*
  - Edmund Randolph*
  - George Washington
  - George Wythe*
- Rhode Island
  - Rhode Island không cử đại biểu đi Đại hội.[125]

(*) Không chịu kí bản cuối cùng Hiến pháp Hoa Kỳ. Chỉ có Randolph, Mason, và Gerry là ba đại biểu có mặt ở Philadelphia không chịu kí.
Một số Quốc phụ nổi tiếng không tham dự Đại hội Lập hiến. Thomas Jefferson bận làm công sứ ở Pháp. John Adams đi sứ ở Anh, nhưng có viết thư về khích lệ các đại biểu. Patrick Henry không chịu tham gia, nghi Đại hội "ngả về chế độ vua chúa." John Hancock và Samuel Adams cũng vắng mặt. Nhiều lãnh tụ lớn tuổi và từng trải của các bang có lẽ chỉ mắc quá nhiều công việc của bang để tham dự đại hội, không biết rằng các đại biểu sẽ dựng lên chính phủ mới, thay vì chỉ tăng cường Các điều khoản Hợp bang theo mục đích ban đầu.

## Liên kết bên ngoài
- Constitutional Topic: The Constitutional Convention
- Founders' Blog-Republishing Madison's notes on the convention 220 years later
- TeachingAmericanHistory.org – The Constitutional Convention
- Transcription from the Report from the Grand Compromise Committee
- National Constitution Center
- EDSITEment Lesson Plan: The Constitutional Convention of 1787 (from the National Endowment for the Humanities)
- Constitution Convention Broadside Collection in the Rare Book and Special Collections Division at the Library of Congress
- Variorum Constitution, Text P Lưu trữ ngày 22 tháng 12 năm 2015 tại Wayback Machine: The Text of the Parchment Signed by the Convention Delegates
- Variorum Constitution, Text F Lưu trữ ngày 22 tháng 12 năm 2015 tại Wayback Machine: The Text of the Printed Edition of the Constitution Authorized by the Convention